# Passenger Name Record
El Passenger Name Record (PNR), (Registre de Nom de Passatger), és un registre de dades personals relatives als passatgers d'un viatge. El PNR conté totes les dades i esdeveniments relacionats amb la reserva (bitllets d'avió, hotel o lloguer d'automòbil). El registre arriba fins avui de l'últim element que conté.

## General
Després d'acabar una nova reserva, el sistema de reserves concedeix un nombre de registre (o localitzador). Aquest localitzador permet al passatger, l'empresa de transport o una agència de viatge consultar, modificar o cancel·lar la reserva o elements de la reserva sempre que estiguin connectats al sistema on originàriament es va crear la reserva.
Depenent del sistema de reserves s'emmagatzemen diferents dades. Des dels atemptats de l'11 de setembre, els Estats Units requereixen la inclusió de cada vegada més dades personals en el registre PNR.